# 刈谷市站
刈谷市站（日语：／ Karayashi eki */?）是位於愛知縣刈谷市廣小路三丁目，屬於名古屋鐵道（名鐵）的三河線車站。車站編號為MU03。本站附近為刈谷市的舊區，過去曾設有主要商店街。在商店街末落後，周邊地區由舊城下町變為住宅區。近年來本站則成為住宅區使用的車站。

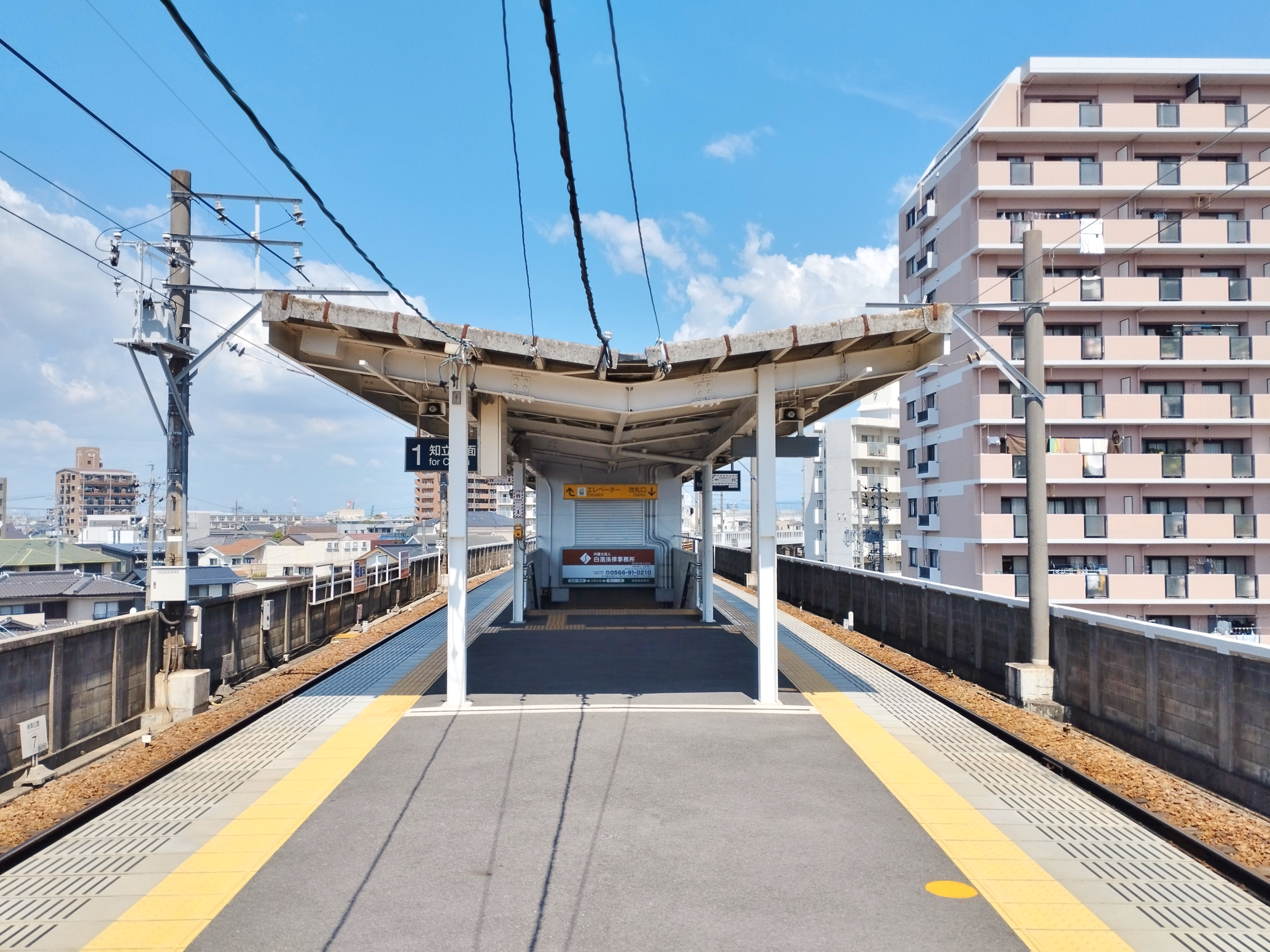
月台(2023年9月)

## 歷史
1914年（大正3年) 2月，刈谷町有影響力的人發起並成立三河鐵道。在開業時，為刈谷舊市區（舊城下町地區）南邊其中一個三河鐵道的主要車站。車站名稱方面，當時由於周邊為田地，並且與東海道線的刈谷站區別因此名為刈谷町站（日语：／）。舊車站大樓為市區的玄關口，因此其大樓為一座現代代的鋼筋混凝土建築物。隨後在1950年（昭和25年)1月，刈谷町實施市制成為刈谷市，在1952年（昭和27年)3月至今名為刈谷市站。
- 1914年（大正3年）2月5日 - 三河鐵道刈谷新站（現時為刈谷站）至大濱港站（現時為碧南站）之間開業，此站啟用，當時車站名為刈谷町站[1]。
- 1931年（昭和6年） - 車站大樓改建[1]。
- 1941年（昭和16年）6月1日 - 三河鐵道合併至名古屋鐵道。成為名古屋鐵道三河線的車站。
- 1952年（昭和27年）3月1日 - 車站改名為刈谷市站[1]。
- 1965年（昭和40年）1月1日 - 終止貨物營業[1]。
- 1980年（昭和55年）12月14日 - 車站高架化[2]。
- 1982年（昭和57年）12月 - 在高架橋下的位置開設「名鐵Sunriver」[2]。
- 1999年（平成11年）12月20日 - 建設升降機工程竣工，舉行啟用儀式[3]。工程費用全部由刈谷市負擔[4]。
- 2005年（平成17年）
  - 8月11日 - 引入車站集中管理系統，成為無人車站[1]。
  - 9月14日 - 車站可以使用交通儲值卡「Trans Pass（日语：トランパス (交通プリペイドカード)）」。
- 2011年（平成23年）2月11日 - 車站可以使用「manaca」IC卡。
- 2012年（平成24年）2月29日 - 交通儲值卡「Trans Pass」的服務終止，此站也不可使用其儲值卡。

## 車內廣播
為了防止乘客錯誤在此站下車轉乘JR線列車（正確的轉乘車站為刈谷站，與此站的名字相近），因此往知立的列車會廣播（大約意思是：如需使用JR線的乘客，請在刈谷市的下一站刈谷（站）轉乘。）。
- 小垣江 → 刈谷市之間（包含英文廣播）

- 刈谷市 → 刈谷之間（包含英文廣播）

## 車站構造
本站為高架車站，設有1面2線的島式月台。本站至刈谷站之間為雙線和高架路段。往小垣江站路線中途會回到地面。車站引入車站集中管理系統（由知立站管理）的無人車站。站内設有無障礙設備，包括升級機與多功能廁所。
| 月台 | 路線           | 上下行 | 方向     |
| ---- | -------------- | ------ | -------- |
| 1    | 三河線（海線） | 下行   | 知立方向 |
| 2    | 三河線（海線） | 上行   | 碧南方向 |

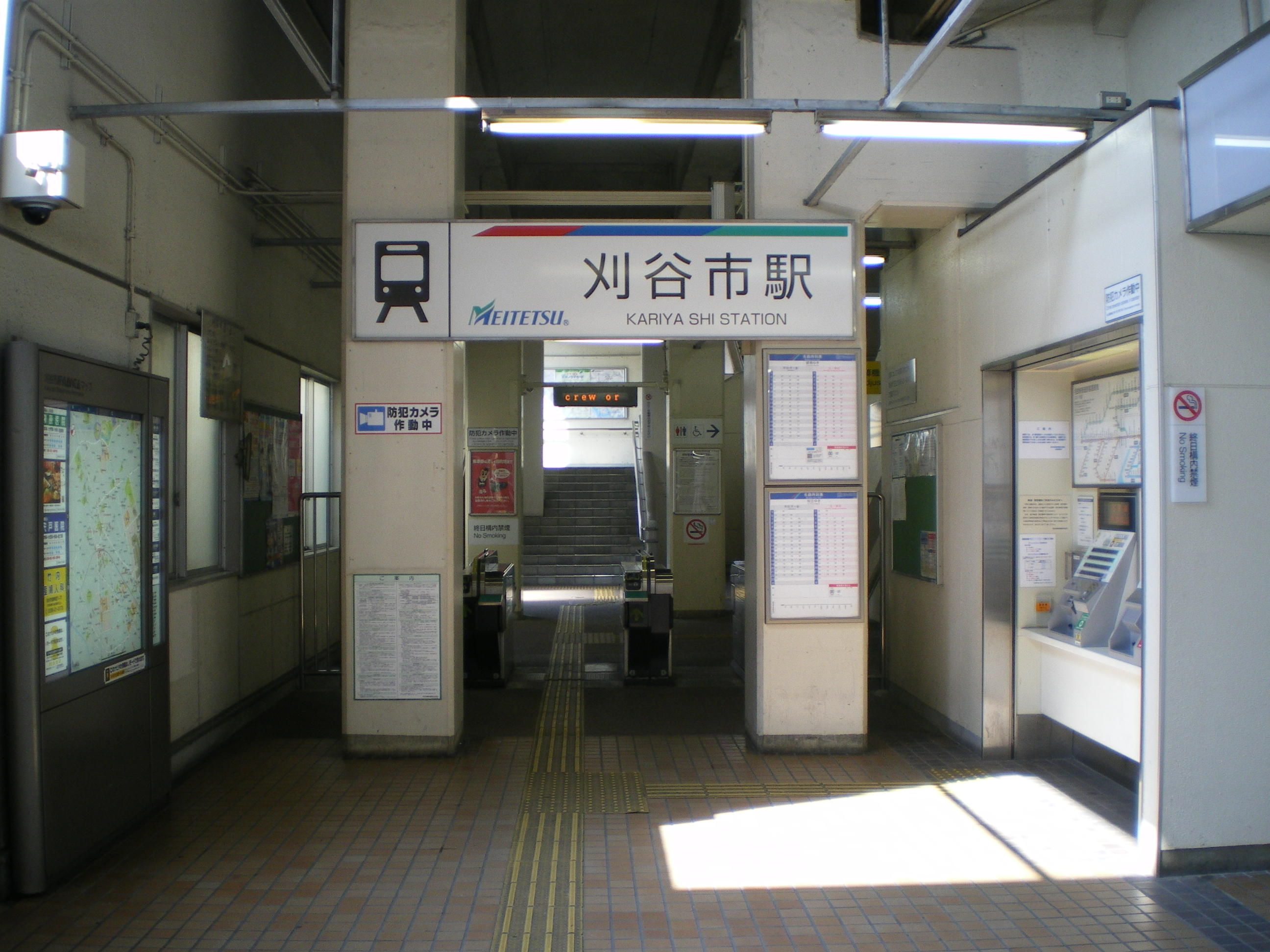
閘口
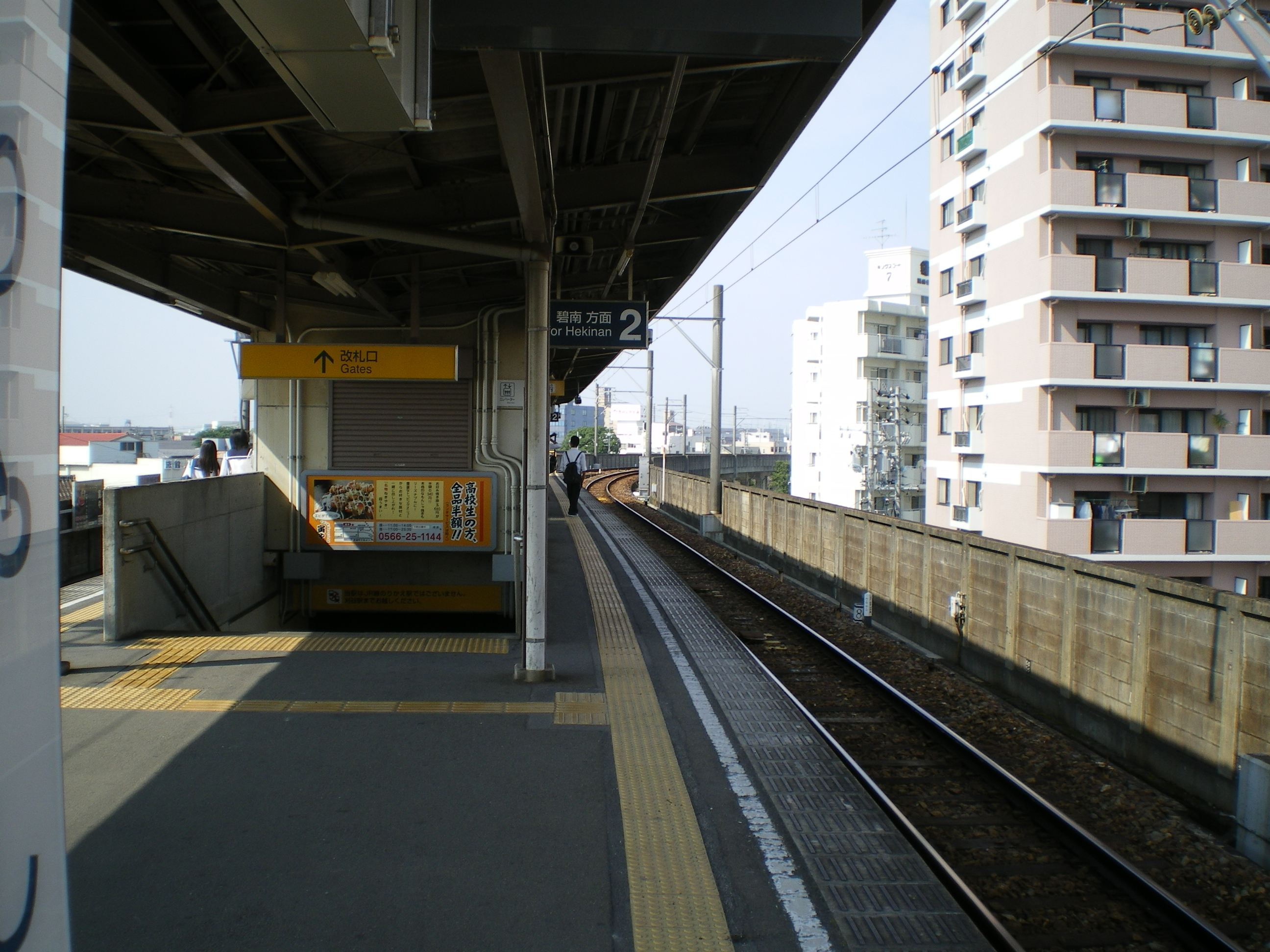
月台
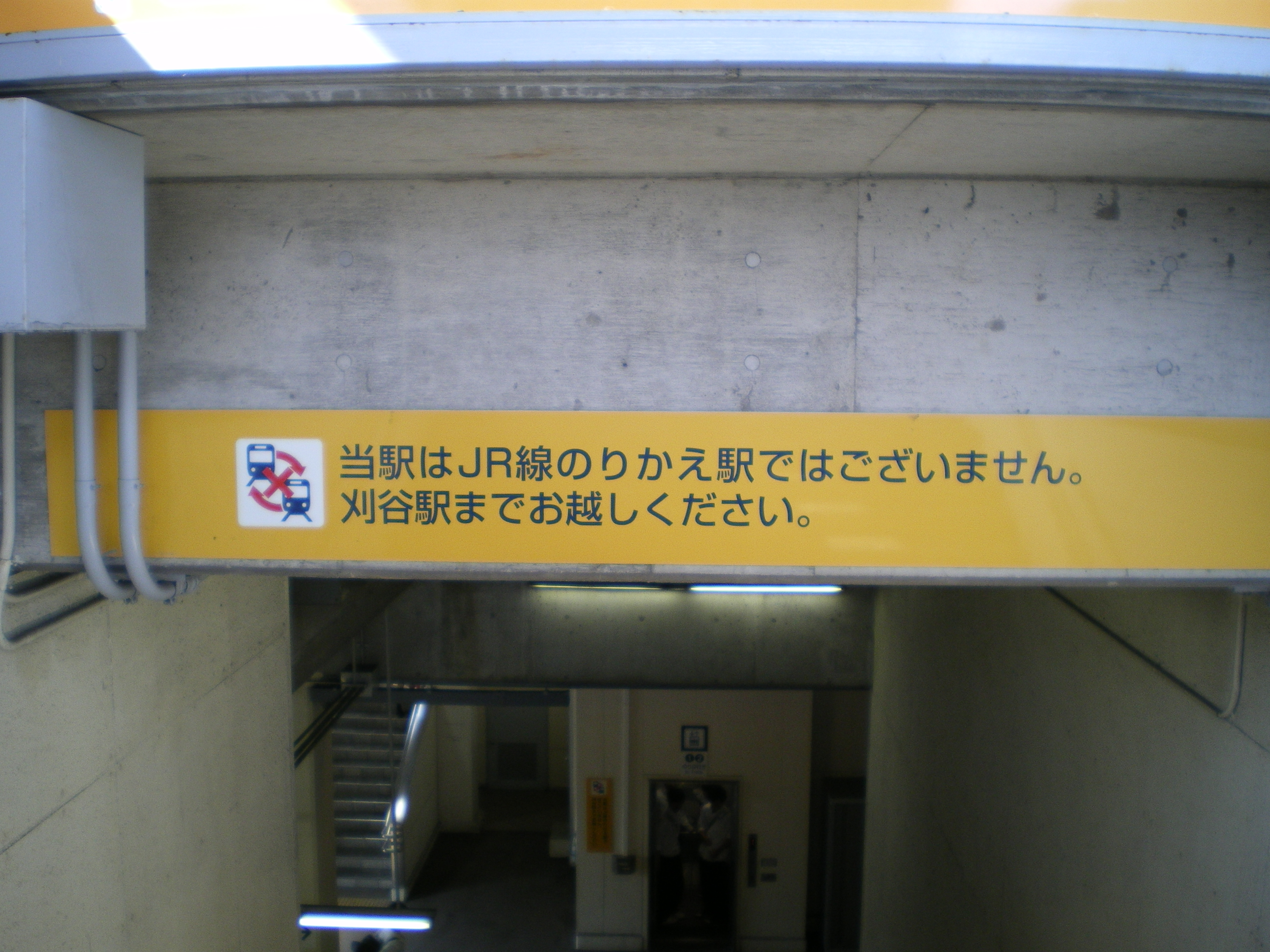
防止錯誤下車的指示牌
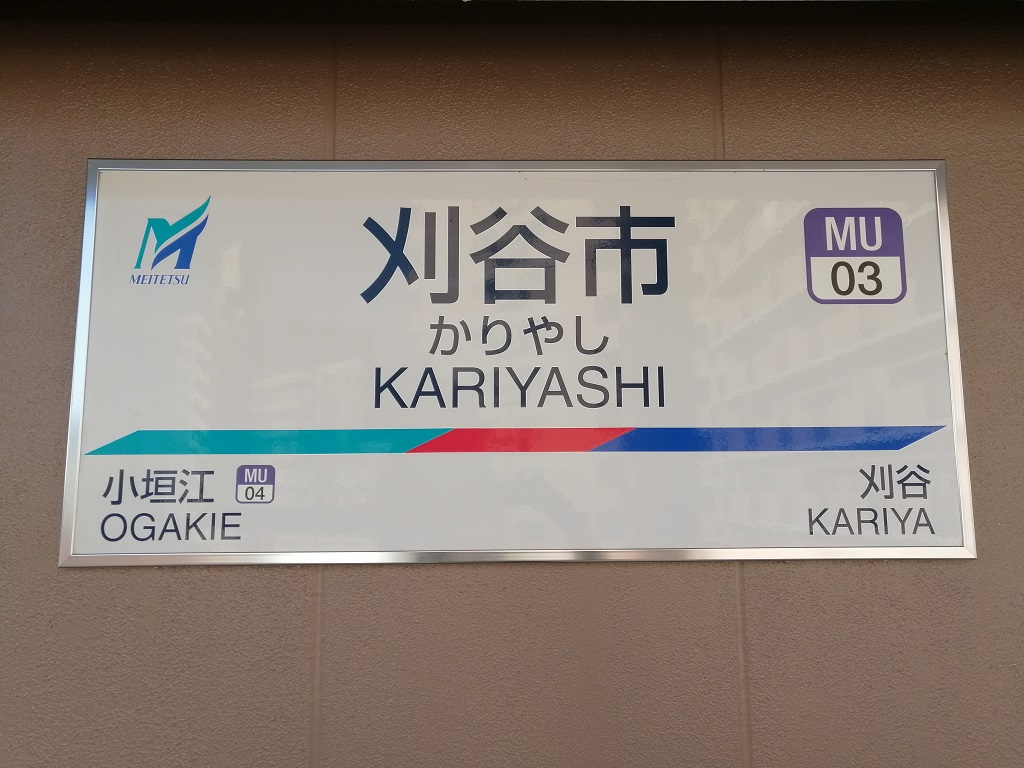
站名牌
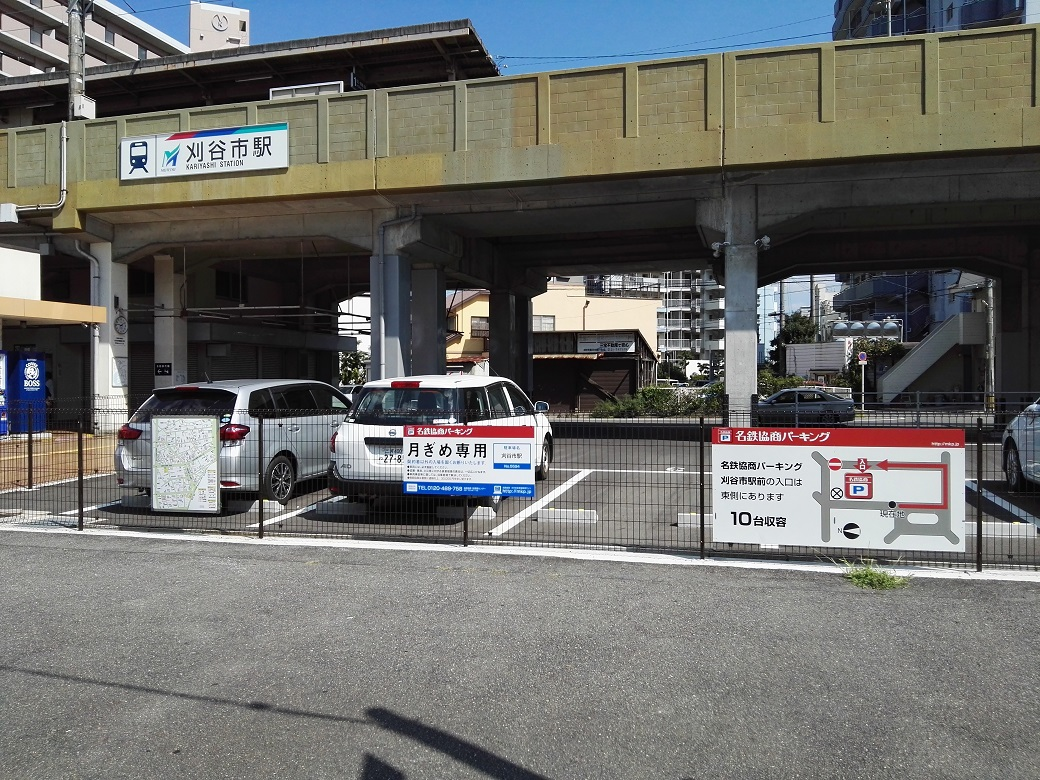
名鐵協商的停車站，以前為名鐵Sunriver

### 配線圖
| ← 刈谷、 知立方向 | 刈谷市站 站內配線略圖 | → 三河高濱、 碧南方向 |
| 图例 参考文献：   |                       |                       |

## 使用狀況
- 在中提及在2013年度，當時1日平均上下車人次為5,852人，為名鐵所有車站（275站）排名第69，三河線（23站）中排名第5[11]。
- 在中提及在1992年度，當時1日平均上下車人次為5,184人，為除岐阜市內線均一車費區間內各站（岐阜市內線、田神線、美濃町線徹明町站至琴塚站之間）外名鐵所有車站（342站）中排名第88，三河線（38站）排名第6[12]。
- 在刈谷市統計資料中，2007年度1日平均上下車人次為4,895人，以下為近年的1日平均上下車人次，括號內為使用了定期票的1日平均上下車人次
  - 2003年度…4,200（3,123）
  - 2004年度…4,254（3,183）
  - 2005年度…4,038（2,997）
  - 2006年度…4,745（3,589）
  - 2007年度…4,895（3,676）

## 車站周邊
此站距離刈谷藩的舊城下町地區很近。
- 刈谷日劇（日语：刈谷日劇）
- 龜城公園（日语：亀城公園 (刈谷市)）（刈谷城遺址）
  - 豐田佐吉胸像
  - 松本奎堂（日语：松本奎堂）走世之句碑
- 松本奎堂（日语：松本奎堂）誕生地與記念碑
- 松本奎堂（日语：松本奎堂）墳墓（十念寺內）
- 宍戶彌四郎（日语：宍戸弥四郎）誕生地與記念碑
- 宍戶彌四郎（日语：宍戸弥四郎）墳墓（松秀寺內）
- 森銑三（日语：森銑三）墳墓（正覺寺內）

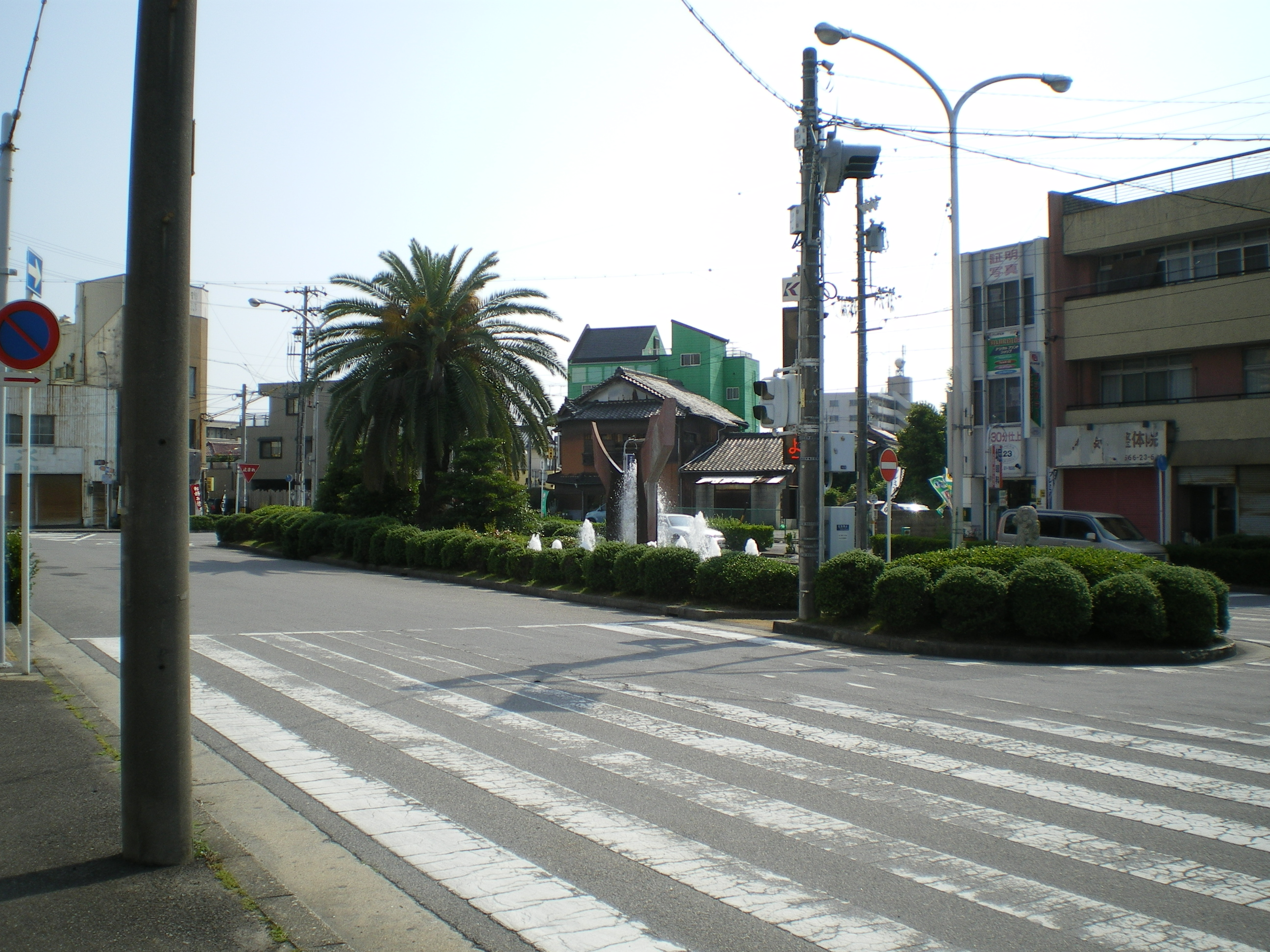
站前迴旋路

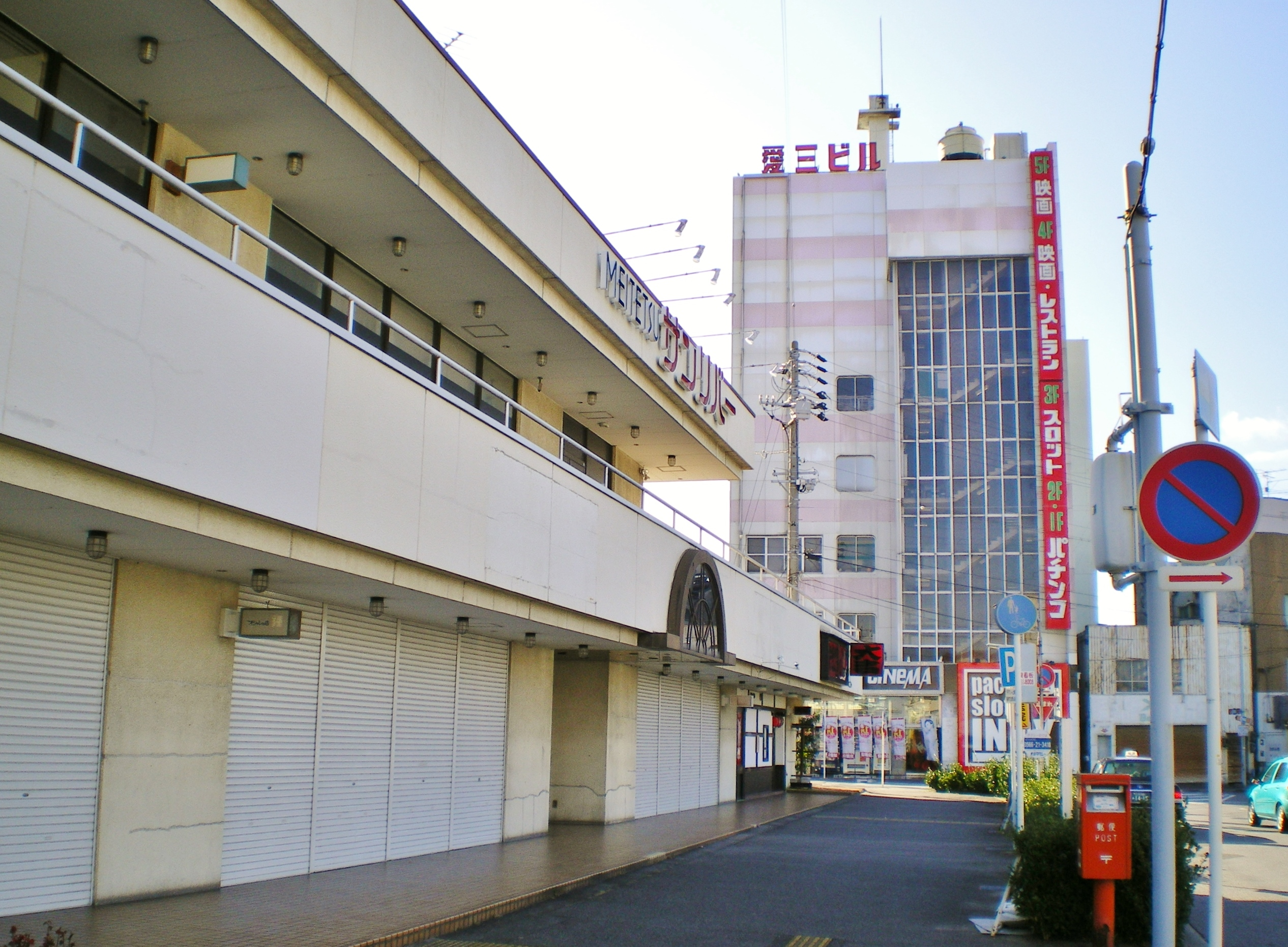
Sunriver（已拆毀）與愛三大廈

- 札之辻（日语：札の辻）遺址石碑（三菱日聯銀行刈谷分店前）
- 刈谷城町口門遺址石碑
- 刈谷城大手門遺址石碑
- 刈谷藩（日语：刈谷藩）藩校（日语：藩校）文禮館（日语：文礼館）遺址石碑
- 秋葉神社（萬燈祭（日语：万燈祭り）舉行地點）
- 椎之木屋敷（日语：椎の木屋敷）（於大之方隱居之地）
- 水野氏（日语：水野氏）陵墓（楞嚴寺內）
- 土井氏（日语：土井氏）陵墓（十念寺內）
- 刈谷市鄉土資料館（日语：刈谷市郷土資料館）
- 刈谷市城町圖書館（日语：刈谷市城町図書館）（第2層為鄉土資料館分室）
- 刈谷球場（日语：刈谷球場）
- 刈谷市體育館（日语：刈谷市体育館）、武道場
- 愛知縣立刈谷高等學校（日语：愛知県立刈谷高等学校）
- 愛知縣立刈谷北高等學校（日语：愛知県立刈谷北高等学校）
- 刈谷郵局（日语：刈谷郵便局）
- 豐田自動織機總部、總部工廠
- 榊原醫院
- 三菱日聯銀行刈谷分店
- 名古屋銀行刈谷分店
- 岡崎信用金庫（日语：岡崎信用金庫）刈谷分店
- 碧海信用金庫（日语：碧海信用金庫）刈谷分店
- 愛知銀行刈谷分店
- 十六銀行（日语：十六銀行）刈谷分店
- 電裝Techno（日语：デンソーテクノ）

## 相鄰車站
名古屋鐵道
 三河線（海線）
刈谷（MU02）－刈谷市（MU03）－小垣江（MU04）

## 外部連結
- 刈谷市 - 名古屋鐵道